# Felipe de Gortina
San Felipe de Gortina  fue un obispo de Gortina en la isla de Creta. Poco se conoce de él excepto por ser el autor de un tratado contra los herejes gnósticos, hoy perdido. Considerado uno de los primeros apologéticos, escribió en tiempo de Marco Aurelio contra Marción. Fue mencionado con gran admiración por Dionisio de Corinto en una de las cartas a la comunidad cristiana de Gortina.